# كلوريت الصوديوم
كلوريت الصوديوم هو مركب كيميائي له الصيغة NaClO2 . وهو مادة مؤكسدة قوية. يدخل في صناعة الورق.

## التحضير
يتم تحضير المركب من خلال التفاعل التالي:
بعد تصفية كربونات الكالسيوم المترسبة يؤخذ المحلول الناتج ويبخر فنحصل على كلوريت الصوديوم.

## التفاعلات
يدخل كلوريت الصوديوم ككاشف في تفاعلات التخليق العضوي الكيميائي عند أكسدة الألدهيدات إلى أحماض كربوكسيلية. غالباً ما يتم التفاعل في وجود محلول متعادل من أول فوسفات الصوديوم و في وجود زبال الكلورين (غالباً ما يكون 2-ميثيل-2 بيوتين).
مؤخراً، تم استخدام كلوريت الصوديوم كعامل مؤكسد لتحويل فيورانات الألكيل إلى إلى نظيرها 2-أوكسو- حمض الألكينويك، و ذلك من خلال تفاعل تخليقي بسيط.

## الاستخدامات
- يستخدم بشكل أساسي لعمليات تبييض (قصر) الأنسجة، حيث أنه قادر على إزالة معظم اللون في المادة السيليولوزية دون أن يضعف من متانة الألياف.
- يستخدم في تبييض عجينة الورق، وخاصة في المرحلة الأخيرة من التبييض لورق كرافت.
- له خصائص دوائية عندما يتم دمجه مع كلوريد الزنك، يدخل في تركيب بعض أنواع غسول للفم[3]، معجون أو جل الأسنان، رذاذ الفم، كما يدخل في تكوين قطرات العين كمعقم و يستخدم في تعقيم العدسات اللاصقة تحت الاسم التجاري بيوريت.[4]
- يستخدم في تطهير الأماكن التي بها حيوانات تحت الاسم التجاري أوكسين حيث تنظف به الجدران و الأسطح و الأرضية.
- يستخدم كمصدر لمركب كلوري آخر وهو ثاني أكسيد الكلور.